# Камблињел
Камблињел (фр. Cambligneul) насеље је и општина у североисточној Француској у региону Север-Па д Кале, у департману Па де Кале која припада префектури Арас.
По подацима из 2011. године у општини је живело 326 становника, а густина насељености је износила 69,51 становника/km². Општина се простире на површини од 4,69 km². Налази се на средњој надморској висини од 136 метара (максималној 162 m, а минималној 112 m).

## Демографија
| 1962. | 1968. | 1975. | 1982. | 1990. | 1999. | 2011. |
| ----- | ----- | ----- | ----- | ----- | ----- | ----- |
| 232   | 250   | 231   | 285   | 320   | 323   | 326   |

График промене броја становника у току последњих година